# 南京证券
南京证券股份有限公司（上交所：601990，简称：南京证券；新三板除牌前：833868，简称：南京证券）创建于1990年12月，由中国人民银行南京分行发起设立。1995年，南京证券划归南京市。2012年，南京证券完成股份制改造。2015年10月28日，南京证券在全国中小企业股份转让系统挂牌。2018年6月13日，南京证券于上海证券交易所主板上市交易。在证监会公布的2016年证券公司分类结果中，南京证券被评为A级。
2017年5月，重庆市第四中级人民法院在审理案件时证实，南京证券曾在债券发行过程中，向重庆市发改委资金平衡处处长刘旗、高技术产业处处长熊玮、统筹城乡综合配套改革办公室改革试点处处长杨阳巨额行贿，被媒体称为小官巨腐案件的典型。
2021年7月24日，中国证券监督管理委员会发布《2021年证券公司分类结果》，其中南京证券被评为A级，较2020年的BBB级有所提升。